# Vladimirs Draguns
Vladimirs Draguns (født 13. december 1972) er en lettisk tidligere fodboldspiller (midtbane). Han spillede i 1998 tre kampe for det lettiske landshold og vandt to Virslīga-titler med Skonto Riga i henholdsvis 1993 og 1994.